# Coccorchestes jahilnickii
Coccorchestes jahilnickii är en spindelart som beskrevs av Prószynski 1971. Coccorchestes jahilnickii ingår i släktet Coccorchestes och familjen hoppspindlar. Inga underarter finns listade i Catalogue of Life.